# Organ-Folgedosis
Die Organ-Folgedosis ist eine Größe im Strahlenschutz, die benötigt wird, wenn strahlendes Material (Radionuklide) in den Körper aufgenommen wird. Sie ist die Organdosis die im Verlauf des Zeitraums τ im jeweiligen Organ oder Gewebe angesammelt wird. Die Organ-Folgedosis wird mit {\displaystyle H_{\mathrm {T} }(\tau )} bezeichnet, die Einheit ist das Sievert (Sv). Für Erwachsene wird ein Zeitraum von 50 Jahren zugrunde gelegt. Die entsprechende Organ-Folgedosis wird als {\displaystyle H_{\mathrm {T} }(50)} oder {\displaystyle H_{\mathrm {T} \,50}} bezeichnet. Für Kinder wird bis zu einem Alter von 70 Jahren ab Inkorporation gerechnet.
Die Organ-Folgedosis wird berechnet als Zeitintegral der mittleren Organdosisleistung in einem bestimmten Gewebe oder Organ T, die eine Referenzperson nach der Zufuhr eines radioaktiven Stoffes in den Körper erhalten wird, wobei τ die Integrationszeit in Jahren ist:
{\displaystyle H_{\mathrm {T} }(\tau )=\int \limits _{t_{0}}^{t_{0}+\tau }{\dot {H}}_{\mathrm {T} }(t)\,dt}.
Die Organ-Folgedosis berücksichtigt die Folgen verschiedener Strahlungsarten und -Energien (→ Strahlungs-Wichtungsfaktor). Mithilfe der Organ-Folgedosis kann unter Berücksichtigung von Gewebe-Wichtungsfaktoren die effektive Folgedosis für alle betroffenen Organe und Gewebe berechnet werden.